# Styringomyia borneana
Styringomyia borneana är en tvåvingeart som beskrevs av Edwards 1926. Styringomyia borneana ingår i släktet Styringomyia och familjen småharkrankar. Inga underarter finns listade i Catalogue of Life.